# Zhou Enlai
Zhou Enlai, född 5 mars 1898 i Huaian, Jiangsu, död 8 januari 1976 i Peking, var en kinesisk kommunistisk politiker. Han var premiärminister 1949–1976 samt utrikesminister 1949–58.

## Tidigt liv
Zhou Enlai adopterades in i en välbärgad familj och fick en traditionell klassisk utbildning. Han tillbringade delar av sina studieår i Tianjin, och senare studerade han också i Japan, först vid Meijiuniversitetet i Tokyo (1917–19) och senare vid universitetet i Kyoto. 
Efter återkomsten till Kina blev Zhou berömd i hela landet under den så kallade fjärde maj-rörelsen. Han ledde ett angrepp på ett regeringskontor under studentprotesterna mot Versaillesfördraget i januari 1920. Han blev fängslad, men släpptes snart därefter. I november samma år for han till Frankrike där han var aktiv bland revolutionära kinesiska studenter och reste runt i Europa. Han studerade också i Heidelberg. 1922 gick han med i Kinas kommunistiska parti.

## Revolutionär aktivist
Zhou kom tillbaka till Kina i 1924, där kommunisterna och Kuomintang nu upprättat en enhetsfront. 1925 gifte sig Zhou i Tianjin med Deng Yingchao, en studentledare. Hon blev senare en viktig ledare i kommunistpartiet. De fick inga egna barn, men adopterade flera barn som blivit föräldralösa under revolutionen. Ett av dessa barn var den senare premiärministern Li Peng.
1926 blev han ordförande i den politiska kommittén vid militärakademin i Whampoa. Denna militärakademi hade upprättats gemensamt av kommunisterna och nationalisterna med sovjetisk hjälp och Zhous placering där var från kommunistisk sida menad som motvikt till Chiang Kai-shek.
Efter det att Kuomintang inlett den så kallade norra expeditionen verkade Zhou som arbetaragitator. År 1926 organiserade han en generalstrejk i Shanghai och öppnade staden för Kuomintangs armé, Nationella revolutionära armén. 

## Revolutionär ledare
Efter brytningen med Kuomintang lyckades Zhou fly i säkerhet från den "vita terrorn" mot kommunisterna och tog sig till provinsen Jiangxi, där kommunisterna upprättat den Kinesiska sovjetrepubliken. Där rörde sig Zhou bort från den ortodoxa kommunismen, med dess betoning på proletariatets och arbetarklassens revolutionära roll. I stället lade han större vikt på böndernas revolutionär potential. I Jiangxi blev Zhou en av kommunistpartiets viktigaste ledare. 
Zhou följde med kommunisterna när de tvingades fly från i Jiangxi i den långa marschen 1934–1935, under vilken Mao Zedong trädde fram som partiets främste ledare. Från denna tid var Zhou en av Maos trognaste anhängare, vilket han förblev till sin död.
Under de år kommunisterna hade sitt högkvarter i Yan'an i Shaanxi gick Zhou in för en allians med Kuomintang i kriget mot Japan, som höll delar av Kina ockuperade. Han spelade en viktig roll under Xi'an-incidenten 1936. Under det andra sino-japanska kriget 1937–1945 var Zhou kommunisternas sändebud till Kuomintang i deras tillfälliga huvudstad Chongqing. Han deltog också under de misslyckade förhandlingar som föregick utbrottet av det kinesiska inbördeskriget.

## Zhou som statsman
1949 blev Zhou Folkrepubliken Kinas förste premiärminister och utrikesminister. Han var ledare i den kinesiska kommunistiska delegationen vid Genèvekonferensen i 1954 och Bandungkonferensen 1955. 1958 överlät han posten som utrikesminister till Chen Yi, men bibehöll sin tjänst som premiärminister. Han var en populär politiker och behöll sin ställning genom det stora språnget och kulturrevolutionen. Han anses ha haft en modererande verkan på kulturrevolutionens värsta excesser och blev därför en fiende till "de fyras gäng". Under 1970-talet gick han in för de så kallade de fyra moderniseringarna för att reparera på skadorna från kulturrevolutionen.
Zhou hade det yttersta ansvaret för öppningen mot västvärlden under 1970-talet. I februari 1972 tog han emot den amerikanske presidenten Richard Nixon och undertecknade Shanghaikommunikén med honom.

## Död
År 1973 diagnostiserades Zhou Enlai med urinvägscancer, men på grund av maktkampen i partiledningen förvägrades han den läkarhjälp han behövde.[källa behövs] Han överlät många av sina plikter till Deng Xiaoping. Den 8 januari 1976 avled han, endast några månader före Mao Zedong. På qingmingfestivalen i april 1976 uppstod till synes spontana sorgemarscher till Zhou Enlais minne, vilka dock upplöstes med våld av regeringen.[källa behövs]